# V generáció
A V generáció (eredeti cím: Gen V) 2023-tól vetített amerikai szuperhős sorozat, amelyet Craig Rosenberg, Evan Goldberg és Eric Kripke alkotott, A fiúk című sorozat spin-offja. A főbb szerepekben Jaz Sinclair, Chance Perdomo, Lizze Broadway, Maddie Phillips és London Thor látható.
Amerikában és Magyarországon 2023. szeptember 29-én mutatta be az Amazon Prime Video.
2023 októberében, kevesebb mint egy hónappal a premierje után, a sorozatot megújították egy második évaddal.

## Ismertető
A Patrick Godolkin által alapított Godolkin Egyetem Bűnüldözési Iskolájában a fiatal felnőtt szuperhősök csatákban mérettetik meg magukat.

## Szereplők

### Főszereplők
| Szereplők              | Színész                  | Magyar hang     | Leírás                                                                                                   |
| ---------------------- | ------------------------ | --------------- | --- |
| Marie Moreau           | Jaz Sinclair             | Lamboni Anna    | Tragikus múltú Szupi, aki képes irányítani a vérét.                                                      |
| Marie Moreau           | Jaeda LeBlanc (fiatalon) | Engel-Iván Lili | Tragikus múltú Szupi, aki képes irányítani a vérét.                                                      |
| Andre Anderson         | Chance Perdomo           | Baráth István   | Szupi, népszerű diák és Luke legjobb barátja, aki mágneses erővel bír.                                   |
| Emma Meyer / Kistücsök | Lizze Broadway           | Dögei Éva       | Szupi, aki képes megváltoztatni a méretét.                                                               |
| Cate Dunlap            | Maddie Phillips          | Laudon Andrea   | Szupi és Luke régi barátnője, aki képes bőrkontaktuson keresztül más ember elméjét manipulálni.          |
| Jordan Li              | London Thor              | Szabó Luca      | Szupi, aki képes nemet váltani. A női alakja képes energiasugarakat lövelni, férfi alakja sebezhetetlen. |
| Jordan Li              | Derek Luh                | Nikas Dániel    | Szupi, aki képes nemet váltani. A női alakja képes energiasugarakat lövelni, férfi alakja sebezhetetlen. |
| Sam Riordan            | Asa Germann              | Kerek Dávid     | Fiatal Szupi szupererővel és sebezhetetlenséggel.                                                        |
| Indira Shetty          | Shelley Conn             | Juhász Réka     | A Godolkin Egyetem dékánja és egykori viselkedésterapeuta, aki nem rendelkezik szuperképességekkel.      |

### Mellékszereplők
| Szereplők                | Színész                | Magyar hang   | Leírás |
| ------------------------ | ---------------------- | ------------- | --- |
| Luke Riordan / Aranyifjú | Patrick Schwarzenegger | Ertl Zsombor  | Sam bátyja és népszerű diák pirokinézissel.                                                                    |
| Justine                  | Maia Jae Bastidas      | Pekár Adrienn | Szupi influencer, aki a Crimson Countess School for Performing Arts iskolába jár.                              |
| Jeff                     | Daniel Beirne          | Bergendi Áron | A Godolkin Egyetem közösségi média menedzsere.                                                                 |
| Polaritás                | Sean Patrick Thomas    | Dévai Balázs  | Andre apja és egy híres szuperhős.                                                                             |
| Rufus                    | Alexander Calvert      | Boldog Gábor  | A Godolkin Egyetem látnok hallgatója, aki telepátiával, asztrális projekcióval és tisztánlátással rendelkezik. |
| Liam                     | Robert Bazzocchi       | Rákos Olivér  | Emma osztálytársa.                                                                                             |

### További szereplők
| Szereplők                        | Színész        | Magyar hang      | Leírás |
| -------------------------------- | -------------- | ---------------- | --- |
| Malcolm Moreau                   | Ty Barnett     | Hám Bertalan     | Marie elhunyt apja. |
| Vanessa                          | Alex Castillo  | Nádasi Veronika  | |
| Richard "Rich Brink" Brinkerhoff | Clancy Brown   | Kertész Péter    | A Godolkin Egyetem neves professzora és a Bűnüldözési Tanszék elnöke.                                                                                         |
| Adam Bourke                      | P. J. Byrne    | Czvetkó Sándor   | A Godolkin Egyetemen színészmesterséget tanít. |
| Courtenay Fortney                | Jackie Tohn    | Fekete Linda     | Gyártó asszisztens a Vought Internationalnál. |
| Madelyn Stillwell                | Elisabeth Shue | Spilák Klára     | A Vought International hősmenedzsmentjének karizmatikus, okoskodó alelnöke.                                                                                   |
| Reggie Franklin / X-pressz       | Jesse T. Usher | Szabó Máté       | A Hetek leggyorsabb tagja. |
| Ashley Barrett                   | Colby Minifie  | Sodró Eliza      | A Vought International publicistája. |
| Kevin Moskowitz / A Mélység      | Chace Crawford | Fehér Tibor      | A Hetek tagja, aki képes kommunikálni a vízi élőlényekkel és lélegezni a víz alatt.                                                                           |
| Ben / Katonasrác                 | Jensen Ackles  | Galambos Péter   | Amerika első szuperhőse aki sugárzást bocsát ki, ezzel megszakíthatja a Szupik képességeit. Hazafi apja.                                                      |
| Victoria Neuman / Nadia          | Claudia Doumit | Nagy Blanka      | Az Egyesült Államok alelnöke és Marie szponzora, egy hemokinetikus (a vér pszichés manipulálására képes) szupertárs, aki nyilvánosan emberként mutatkozik be. |
| John Gillman / Hazafi            | Antony Starr   | Makranczi Zalán  | A Hetek vezetője. Nemes hősként alkotott nyilvános képe alatt nárcisztikus, szadista, és keveset törődik azok védelmével, akiket védettnek vall.              |
| Billy Butcher                    | Karl Urban     | Debreczeny Csaba | A Fiúk nevű, a szupervírus elleni titkoscsapat vezetője. |

### Magyar változat
- Magyar szöveg: Imri László
- Hangmérnök: Gajda Mátyás
- Vágó: Kránitz Bence
- Gyártásvezető: Derzsi Kovács Éva
- Kreatív felelős: Kamper Gergely
- Szinkronrendező: Dezsőffy Rajz Katalin
- Produkciós vezető: Haramia Judit

A szinkront az Iyuno Hungary készítette.

## Epizódok
| Sor. | Év. | Cím                                                      | Rendező         | Író                                           | Premier              |
| ---- | --- | -------------------------------------------------------- | --------------- | --------------------------------------------- | -------------------- |
| 1.   | 1.  | Istenek Egyeteme (God U)                                 | Nelson Cragg    | Craig Rosenberg, Evan Goldberg és Eric Kripke | 2023. szeptember 29. |
| 2.   | 2.  | Az első nap (First Day)                                  | Nelson Cragg    | Zak Schwartz és Brant Englestein              | 2023. szeptember 29. |
| 3.   | 3.  | #GondoljBrinkre (#ThinkBrink)                            | Phil Sgriccia   | Erica Rosbe                                   | 2023. szeptember 29. |
| 4.   | 4.  | A teljes igazság (The Whole Truth)                       | Steve Boum      | Jessica Chou                                  | 2023. október 6.     |
| 5.   | 5.  | Köszöntünk a Szörnyklubban (Welcome to the Monster Club) | Clare Kilner    | Lex Edness                                    | 2023. október 13.    |
| 6.   | 6.  | Jumanji (Jumanji)                                        | Rachel Goldberg | Lauren Greer                                  | 2023. október 20.    |
| 7.   | 7.  | Beteg (Sick)                                             | Shana Stein     | Chelsea Grate                                 | 2023. október 27.    |
| 8.   | 8.  | A Godolkin Védelmezői (Guardians of Godolkin)            | Sanaa Hamri     | Brant Englestein                              | 2023. november 3.    |

## A sorozat készítése
2020. szeptember 20-án bejelentették A fiúk spin-offját, amelynek írója és vezető producere Craig Rosenberg lesz Eric Kripke, Seth Rogen, Evan Goldberg, James Weaver, Neal H. Moritz, Pavun Shetty, Michaela Starr, Garth Ennis, Darick Robertson, Sarah Carbiener, Erica Rosbe, Aisha Porter-Christie, Judalina Neira és Zak Schwartz társaságában. 2021. szeptember 27-én az Amazon megrendelte a sorozatot. 2020. október 2-án Kripke kijelentette, hogy az Éhezők viadala ihlette sorozat a G-Men csapatra fog koncentrálni, amelyet eredetileg a Marvel Comics X-Men paródiájaként hoztak létre.

### Forgatás
A forgatás 2022 májusában kezdődött a Torontói Egyetem campusán, majd júliusban a bramptoni Claireville Conservation Area-n. 2022 szeptemberében fejeződött be a forgatás.